# やんちゃなヒーロー
｢やんちゃなヒーロー｣はHey!Say!7の楽曲。NHKテレビアニメ ｢忍たま乱太郎｣ エンディングテーマ。(2018年度〜2019年度) Hey!Say!JUMPのシングル ｢COSMIC☆HUMAN｣の初回限定盤2の2曲目に収録されている。

## 曲の詳細
1. やんちゃなヒーロー [4:28]
  - 作詞 : 松井五郎 作曲 : 馬飼野康二